# Sizilianischer Bulle

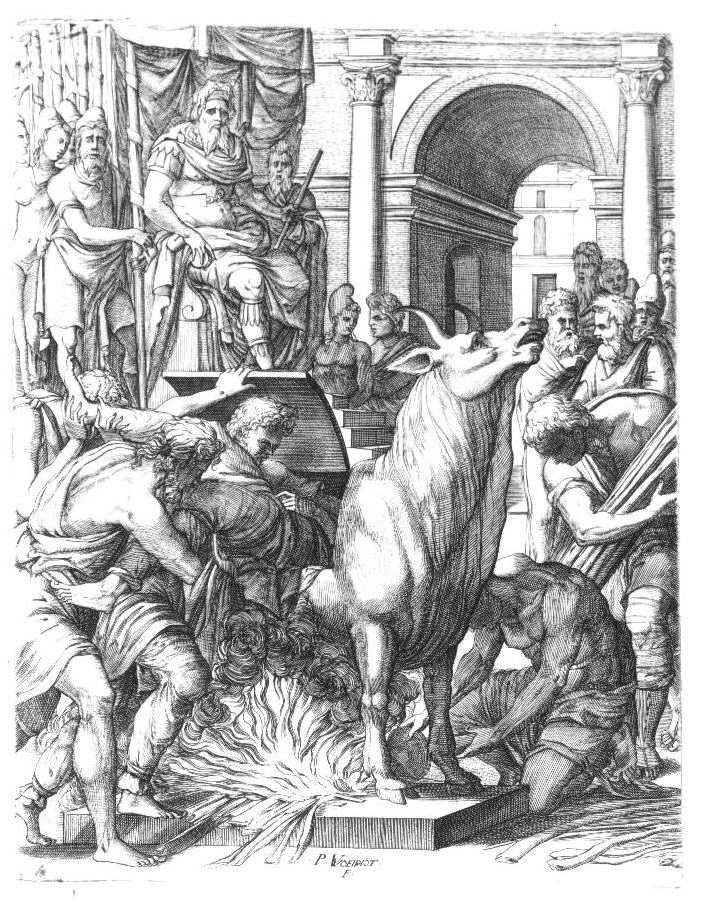
Phalaris lässt den Künstler Perilaos in den Bronzestier einschließen (Kupferstich von Pierre Woeiriot, 16. Jahrhundert)

Der Sizilianische Bulle, auch Phalerischer Stier, war, Diodorus Siculus zufolge, wie er es in der Bibliotheca historica berichtete, ein vom antiken griechischen Erzgießer Perilaos (6. Jahrhundert v. Chr.) entworfenes Folter- und Hinrichtungsgerät für den sizilianischen Herrscher Phalaris von Akragas.
Der Bulle war aus Bronze gefertigt und besaß eine Eingangsöffnung. In ihm konnten Menschen eingesperrt werden. Die Folter wurde durch Erhitzen des Bullen vorgenommen. Die Hilferufe der Menschen sollen wie Schreie eines Bullen geklungen haben. Dieser Effekt soll durch ein kompliziertes Luftgängesystem hervorgerufen worden sein.
Erstes Opfer soll der Erzgießer selbst gewesen sein.

## Mediale Rezeption
Im Spielfilm Krieg der Götter wird ein bronzener Bulle zur Folter verwendet. Auch in Roy Anderssons Film Eine Taube sitzt auf einem Zweig und denkt über das Leben nach wird ein bronzener Bulle dargestellt. Im Horror-Splatter-Film SAW 3D kommt ebenfalls eine dem sizilianischen Bullen ähnliche Falle vor.